# 北村友朗
北村 友朗（きたむら ともあき、1964年9月24日 - ）は、日本の実業家。株式会社DTS代表取締役社長。

## 人物
山口県出身。東京理科大学大学院理工学研究科経営工学専攻修了 。2021年4月より株式会社DTS代表取締役社長。座右の銘は「おもしろきこともなき世をおもしろく すみなすものは心なりけり」（高杉晋作の句）。ITで世の中をより便利に豊かにしたい、という思いがある。

## 略歴
- 1990年
  - 3月 - 東京理科大学大学院理工学研究科経営工学専攻修士課程 修了
  - 4月 - NTTデータ通信株式会社（現：株式会社NTTデータ）入社
- 2003年7月 - 同社 ビジネス開発事業本部 部長
- 2006年4月 - 同社 ビジネスソリューション事業本部 企画部長
- 2009年7月 - 同社 ビジネスソリューション事業本部 データセンタビジネスユニット長
- 2012年7月 - 同社 基盤システム事業本部 データセンタビジネスユニット長
- 2015年6月 - 株式会社NTTデータ東海 代表取締役社長
- 2018年6月
  - 株式会社NTTデータ 執行役員 ビジネスソリューション事業本部長
  - 株式会社NTTデータ・イントラマート 取締役
  - 株式会社 NTT データ・ビジネス・システムズ 取締役
- 2020年6月 - 株式会社DTS入社、取締役副社長執行役員(現任)
- 2021年4月 - 株式会社DTS代表取締役社長